# Габайдулин, Геннадий Габайдулович
Геннадий Габайдулович Габайдулин (тат. Гыйниятулла Гобәйдулла улы; 15 июня 1914, с. Токаево, Казанская губерния — 14 мая 1981, пос. город. типа Хрустальный, Приморский край) — участник Великой Отечественной войны, Герой Советского Союза.

## Биография
Родился 15 июня 1914 года в деревне Токаево Кошелеевской волости Цивильского уезда (ныне одноименное село Комсомольского муниципального округа Чувашской Республики) в семье крестьянина. Окончил семилетнюю школу, работал в колхозе.
В 1932 году переехал в город Горький, работал на автозаводе сначала учеником, потом мотористом. С 1936 по 1939 год служил в Красной Армии на Дальнем Востоке. Демобилизовался в звании младшего командира пулемётного взвода, вернулся к работе на Горьковском автозаводе. Член ВКП(б)/КПСС с 1944 года.
В августе 1941 года добровольцем ушёл на фронт. Был назначен командиром отделения разведчиков 24-го отдельного гвардейского миномётного дивизиона (29-я армия, Калининский фронт). Боевое крещение получил в боях за Москву. 7 февраля 1942 года под городом Ржевом шестеро разведчиков под командованием гвардии сержанта Г.Г. Габайдулина попали в немецкую засаду. Раненый Габайдулин после гибели товарищей один вёл бой до тех пор, пока не подошло подкрепление.
Указом Президиума Верховного Совета СССР «О присвоении звания Героя Советского Союза сержанту Габайдулину Г.Г.» от 24 марта 1942 года за «образцовое выполнение боевых заданий командования и проявленные при этом доблесть и мужество» удостоен звания Героя Советского Союза.
После окончания в 1943 году ускоренного курса Арзамасского военного училища был командиром взвода управления в части гвардейских миномётов на Ленинградском фронте. Участвовал в снятии блокады Ленинграда. Затем сражался на Карельском перешейке, был ранен при взятии Выборга. После лечения в госпитале вернулся в действующую армию; принимал участие в освобождении Магдебурга и штурме Берлина.
В декабре 1945 года гвардии старший лейтенант Габайдулин демобилизовался. Он вернулся в город Горький, вырастил двух дочерей и сына. До выхода на пенсию работал на Горьковском автозаводе, машинистом электровоза в Приморском крае.
Умер 14 мая 1981 года в поселке городского типа Хрустальный Кавалеровского района Приморского края. Похоронен на Старо-автозаводском кладбище Нижнего Новгорода.

## Память
Именем Героя названа улица в родной деревне, в селе Комсомольское установлен бюст. В селе Токаево и в г. Нижний Новгород на домах, где жил Г.Г. Габайдулин, установлены мемориальные доски.

## Награды
- Медаль «Золотая Звезда» (24.03.1942);
- орден Ленина (24.03.1942);
- орден Красной Звезды (15.08.1944)[6].
- Медали, в том числе:

Медаль «За оборону Ленинграда» (1943);
медаль «За оборону Москвы»;
Медаль «За победу над Германией в Великой Отечественной войне 1941-1945 гг.»;
Медаль «За взятие Берлина».